# Liste du patrimoine immobilier classé d'Incourt
Cette page regroupe l'ensemble du patrimoine immobilier classé de la commune belge d'Incourt.
| Objet | Année de construction / Architecte | Adresse                 | Section communale | Coordonnées                      | Numéro d’inventaire | Illustration |
| --- | ---------------------------------- | ----------------------- | ----------------- | -------------------------------- | ------------------- | --- |
| Tumulus de Glimes (M) et terrains environnants (S). |                                    | rue de la Tombe romaine | Glimes            | 50° 40′ 36″ nord, 4° 49′ 58″ est | 25043-CLT-0001-01   | Tumulus de Glimes (M) et terrains environnants (S). |
| Ruines du château d'Opprebais : tours, donjon, courtines et grange (M) et ensemble formé par ces ruines, l'église, le cimetière et les terrains environnants (S). |                                    |                         | Opprebais         | 50° 40′ 58″ nord, 4° 47′ 48″ est | 25043-CLT-0003-01   | Ruines du château d'Opprebais : tours, donjon, courtines et grange (M) et ensemble formé par ces ruines, l'église, le cimetière et les terrains environnants (S). |
| Ferme de la Chise (façades et toitures) (M) et terrains environnants (S)                                                                                          |                                    |                         | Pietrebais        | 50° 44′ 20″ nord, 4° 45′ 40″ est | 25043-CLT-0004-01   | Ferme de la Chise (façades et toitures) (M) et terrains environnants (S)                                                                                          |
| L'ensemble formé par le tumulus de Glimes et les terrains environnants                                                                                            |                                    | rue de la Tombe romaine | Glimes            | 50° 40′ 36″ nord, 4° 49′ 58″ est | 25043-PEX-0001-04   | L'ensemble formé par le tumulus de Glimes et les terrains environnants                                                                                            |